# Strasbourg Eurométropole Handball
Maillots
Actualités
Dernière mise à jour : 4 juillet 2022.
Le Strasbourg eurométropole Handball (SeH) est un club de français de handball basé sur les communes de Strasbourg et Schiltigheim en Alsace.
Ce club constitue en réalité la structure professionnelle de l'Eurométropole Strasbourg Schiltigheim Alsace Handball (ESSAHB), issu de la fusion le 1er juillet 2014 entre la section handball de l'ASL Robertsau et le HBC Schiltigheim. L'objectif de cette fusion est de créer un club de handball compétitif à Strasbourg et ainsi succéder à l'ASPTT Strasbourg ou au RC Strasbourg, Champion de France en 1977.
Le club évolue en deuxième division depuis la saison 2018-2019. Il est entraîné par Denis Lathoud et présidé par Clément Huber qui, à 26 ans, est le plus jeune président d'un club professionnel en France.

## Histoire

### ASL Robertsau
1966 marque la création de la section de handball par Jean-Pierre Walter au sein du FCJ Robertsau, présidé alors par Jean-Pierre Ehrhard, entouré de nombreux bénévoles, dont François Zimmermann et Bernard Didier. En 1979, après de nombreuses rencontres, les présidents Louis Kuballa (AS Robertsau) et Jean-Pierre Walter (FCJ Robertsau) décident la fusion de leurs clubs, soutenus par Robert Grossmann, alors adjoint au maire chargé des sports. De cette fusion est née l'Association Sports et Loisirs Robertsau, ce qui a permis la réalisation du centre sportif de La Robertsau.
En 1985, c'est avec l'arrivée de Branko Karabatić, dont le fils Nikola est né un an plus tôt en Yougoslavie, que les Verts signent leur premier titre en Nationale II (D3) et accèdent ainsi à la Nationale 1B (actuelle D2). Deux ans plus tard, ils ratent de peu l'accession en Nationale 1A (actuelle D1) en 1987, perdant d'un but contre le Racing Club de Strasbourg en barrages d'accession.
En 1998, l'ASL Robertsau accède à nouveau en Division 2 mais est relégué dès sa première saison. Après trois saisons en Nationale 1, ils obtiennent en 2002 le titre de champion de France dans cette même division avec Vincent Bleger. Après une belle saison terminée à la 6e place le roumain Radu Voina est nommé à la tête de l’équipe en 2003. Après une 11e place et le titre de meilleur de D2 pour Bogdan Voina en 2004, l’ASL termine dernier en 2005 et est relégué. Voina est alors remplacé par l'ancien joueur du club Yohann Lhou Moha.

### Le club de la métropole strasbourgeoise?
Après avoir tutoyé le haut niveau du handball français, la volonté de l'ASL Robertsau est alors de pouvoir représenter un jour le handball strasbourgeois dans l'élite nationale et succéder notamment au RC Strasbourg, Champion de France en 1977, aujourd'hui disparu. 
C'est dans ce but qu'en 2011, le club forme une Entente avec le club voisin de Schiltigheim, le (HBC Schiltigheim), créant ainsi une nouvelle structure nommée Entente Strasbourg Schiltigheim Alsace HandBall (ESSAHB). L'équipe 1 évolue alors en Nationale 1 et l'équipe 2 en Nationale 3. Le 1er juillet 2014, la fusion des deux clubs est effective et l'ESSAHB est ainsi devenue un club à part entière. Puis en 2015, le club troque le E de « Entente » pour « Eurométropole ».
En 2014, le club termine premier de la poule 3 de Nationale 1 et se qualifie de ce fait pour les barrages d'accession en D2. Si le club ne parvient pas à obtenir son accession sur le terrain, il profite finalement du refus par la CNCG de l'engagement du Pau Nousty Sports en Division 2 : l'ESSAHB accède ainsi au haut niveau. Néanmoins, le club est rattrapé sur le niveau sportif puisque la 13e place à l'issue de la saison le ramène en Nationale 1.
Le club évolue en Nationale 1 pour la saison 2017-2018. L'ESSAHB est l'un des quatre clubs à obtenir le statut VAP et est effectivement promu au terme de la saison.
C'est à cette date qu'une structure professionnelle est créée (SAS), dénommée Strasbourg Eurométropole Handball. Elle est liée avec l'association "ESSAHB" par une convention.
En 2019, le club recrute Denis Lathoud au poste d'entraineur pour succéder à Bruno Boesch.

## Historique du logo

Ancien logo de l'Entente Strasbourg Schiltigheim Alsace Handball
Logo du Strasbourg Eurométropole Handball depuis juin 2020

## Bilan saison par saison
| Saison    | Niveau | Rang     |
| --------- | ------ | -------- |
| 1983-1984 | 4      | ?e       |
| 1984-1985 | 3      | 1er      |
| 1985-1986 | 2      | ?e       |
| 1986-1987 | 2      | barrages |
| 1987-1988 | 2      | ?e       |
| 1988-1989 | 2      | ?e       |
| 1989-1990 | 2      | ?e       |
| 1990-1991 | 2      | ?e       |
| 1991-1992 | 2      | ?e       |
| 1992-1993 | 3      | ?e       |
| 1993-1994 | 2      | 23e      |
| 1994-1995 | 2      | 17e      |
| 1995-1996 | 3      | ?e       |
| 1996-1997 | 3      | ?e       |

| Saison    | Niveau | Rang         |
| --------- | ------ | ------------ |
| 1997-1998 | 3      | 2e           |
| 1998-1999 | 2      | 14e          |
| 1999-2000 | 3      | ?e           |
| 2000-2001 | 3      | ?e           |
| 2001-2002 | 3      | 1er          |
| 2002-2003 | 2      | 6e           |
| 2003-2004 | 2      | 11e          |
| 2004-2005 | 2      | 16e          |
| 2005-2006 | 3      | 6e - poule 2 |
| 2006-2007 | 3      | 8e - poule 1 |
| 2007-2008 | 3      | 7e - poule 2 |
| 2008-2009 | 3      | 5e - poule 1 |
| 2009-2010 | 3      | 6e - poule 2 |
| 2010-2011 | 3      | 6e - poule 2 |

| Saison    | Niveau | Rang     |
| --------- | ------ | -------- |
| 2011-2012 | 3      | ?e       |
| 2012-2013 | 3      | 18e      |
| 2013-2014 | 3      | 4e       |
| 2014-2015 | 2      | 13e      |
| 2015-2016 | 3      | 4e       |
| 2016-2017 | 3      | 8e       |
| 2017-2018 | 3      | 4e       |
| 2018-2019 | 2      | 13e      |
| 2019-2020 | 2      | 11e      |
| 2020-2021 | 2      | 8e       |
| 2021-2022 | 2      | 13e      |
| 2022-2023 | 2      | 16e      |
| 2023-2024 | 4      | en cours |

## Personnalités liées au club
Joueurs
- Branko Karabatić : entraîneur-joueur de l'ASL Robertsau de 1985 à 1987
- Johann Lhou Moha : joueur formé au club dans les années 1980
- Jean-Luc Kieffer : joueur au club dans les années 1980. Actuel entraîneur des gardiens de l'équipe de France
- Cheikh Seck : joueur de l'ASL Robertsau de 1988 à 1991
- Douta Seck : joueur de l'ASL Robertsau de 1989 à 1991
- Michele Skatar : joueur de l'ESSAHB de 2017 à 2020
- Bogdan Voina : joueur de l'ASL Robertsau de 2002 (?) à 2005, élu meilleur joueur de Division 2 en 2004[8]
- Grégory Denain : joueur de l'ASL Robertsau de 2002 à 2008 puis entraîneur adjoint de 2013 à 2019

Entraîneurs
- Hubert Barth : entraîneur de l'ASL Robertsau de 1981 à 1982[5]
- Ljubomir Lazić : entraîneur de l'ASL Robertsau de 1982 à 1985[5]
- Branko Karabatić : entraîneur-joueur de l'ASL Robertsau de 1985 à 1987
- Jean-Luc Hartmann : entraîneur de l'ASL Robertsau de 1987 à ?
- Vincent Bleger : entraîneur de l'ASL Robertsau de ? à 2003
- Radu Voina : entraîneur de l'ASL Robertsau de 2003 à 2005
- Johann Lhou Moha : entraîneur de l'ASL Robertsau de 2005 à 2008
- Bruno Boesch : entraîneur de l'ASL Robertsau de 2008 à 2011 puis de l'ESSAHB de 2011 à 2019
- Denis Lathoud : entraîneur de 2019 à novembre 2022